# Dries Van Gestel
Dries Van Gestel (* 30. September 1994 in Turnhout) ist ein belgischer Radrennfahrer.

## Sportlicher Werdegang
Als Junior gewann Van Gestel bei den belgischen Meisterschaften 2012 die Goldmedaille im Straßenrennen sowie die Silbermedaille im Einzelzeitfahren. Mit dieser Empfehlung wurde er zur Saison 2013 Mitglied bei Lotto-Soudal U23, für das er drei Jahre fuhr. 2015 errang er mit einem Etappensieg beim Carpathian Couriers Race seinen ersten internationalen Erfolg. In der Saison 2015 wurde er als Stagiaire für Lotto Soudal eingesetzt, jedoch wurde er nicht in das UCI WorldTeam übernommen.
Zur Saison 2016 wechselte Van Gestel zum Team Topsport Vlaanderen-Baloise. In den vier Jahren mit dem Team errang er einen Erfolg, als er die erste Etappe der Tour des Fjords nach einer 130 Kilometer langen Flucht gewann und am Ende der Rundfahrt den Gewinn der Gesamtwertung als Zweiter nur knapp verpasste. Nach der Saison 2019 verließ er das Team und stieg mit TotalEnergies in die UCI WorldTour auf. Den einzigen Erfolg für das Team erzielte er bei der Ronde van Drenthe 2022.
Nach fünf Jahren bei TotalEnergies wechselte Van Gestel zur Saison 2025 zum Team Soudal Quick-Step.

## Erfolge
2012
- Remouchamps-Ferrières-Remouchamps
- Belgischer Meister – Straßenrennen (Junioren)

2015
- eine Etappe Carpathian Couriers Race

2017
- eine Etappe und Nachwuchswertung Tour des Fjords

2022
- Ronde van Drenthe

## Grand Tour-Platzierungen
| Grand Tour            | 2023 | 2024 |
| --------------------- | ---- | ---- |
| Giro d’ItaliaGiro     | –    | –    |
| Tour de FranceTour    | –    | –    |
| Vuelta a EspañaVuelta | 107  | –    |